# Keep Holding On
Keep Holding On è un singolo di Avril Lavigne, pubblicato il 3 novembre 2006. Fa parte della colonna sonora del film Eragon. È stata inserita anche nel terzo album in studio della cantante, The Best Damn Thing.

## Descrizione
È stata scritta da Avril Lavigne e Lukasz "Dr. Luke" Gottwald, il quale l'ha anche prodotta.
In realtà per il film Eragon furono scritte due canzoni, tra le quali venne scelta Keep Holding On. Della canzone esclusa, Won't Let You Go, era uscito un piccolo snippet nel maggio 2010 ma la versione completa è arrivata sul web nell'agosto 2011.
La canzone tratta tematiche legate a forza, destino e potere, riprese dalla trama del film. Avril ha dichiarato: «È stata una sfida scrivere un testo che fosse conforme al film. È stata un'esperienza nuova per me ed ho imparato molto». Ha inoltre proferito che il resto del suo album si distacca da questo brano, in quanto il pezzo musicale segue un ritmo più lento e presenta tematiche più forti rispetto a quelle trattate negli altri brani di The Best Damn Thing.

## Accoglienza
Il brano ha incontrato l'estasiato favore dei critici musicali, tra cui quello della rivista Billboard che l'ha definito "una canzone favolosa" in cui Avril dimostra "che terrà duro ancora per molto tempo a venire". Sal Cinquemani di Slant Magazine lo definisce un brano "cupo".

## Tracce
1. Keep Holding On – 3:59
2. Suggested Callout Hook – 0:10

## Successo commerciale
Keep Holding On ha raggiunto un ottimo riscontro in diverse nazioni, considerando che nessun video musicale ufficiale è stato filmato per promuoverlo. In Europa non è stato distribuito, essendo ristretto semplicemente al mercato del Nord America e dell'Australia, ma è arrivato comunque nono in Slovacchia, ventisettesimo in Repubblica Ceca e trentaduesimo in Lettonia.

## Classifiche
| Classifica (2006) | Posizione più alta |
| ----------------- | ------------------ |
| Canada            | 2                  |
| Repubblica Ceca   | 27                 |
| Romania           | 51                 |
| Slovacchia        | 9                  |
| Stati Uniti       | 17                 |
| Stati Uniti (pop) | 17                 |
| Classifica (2007) | Posizione più alta |
| Regno Unito       | 175                |